# Préfecture de Fukushima

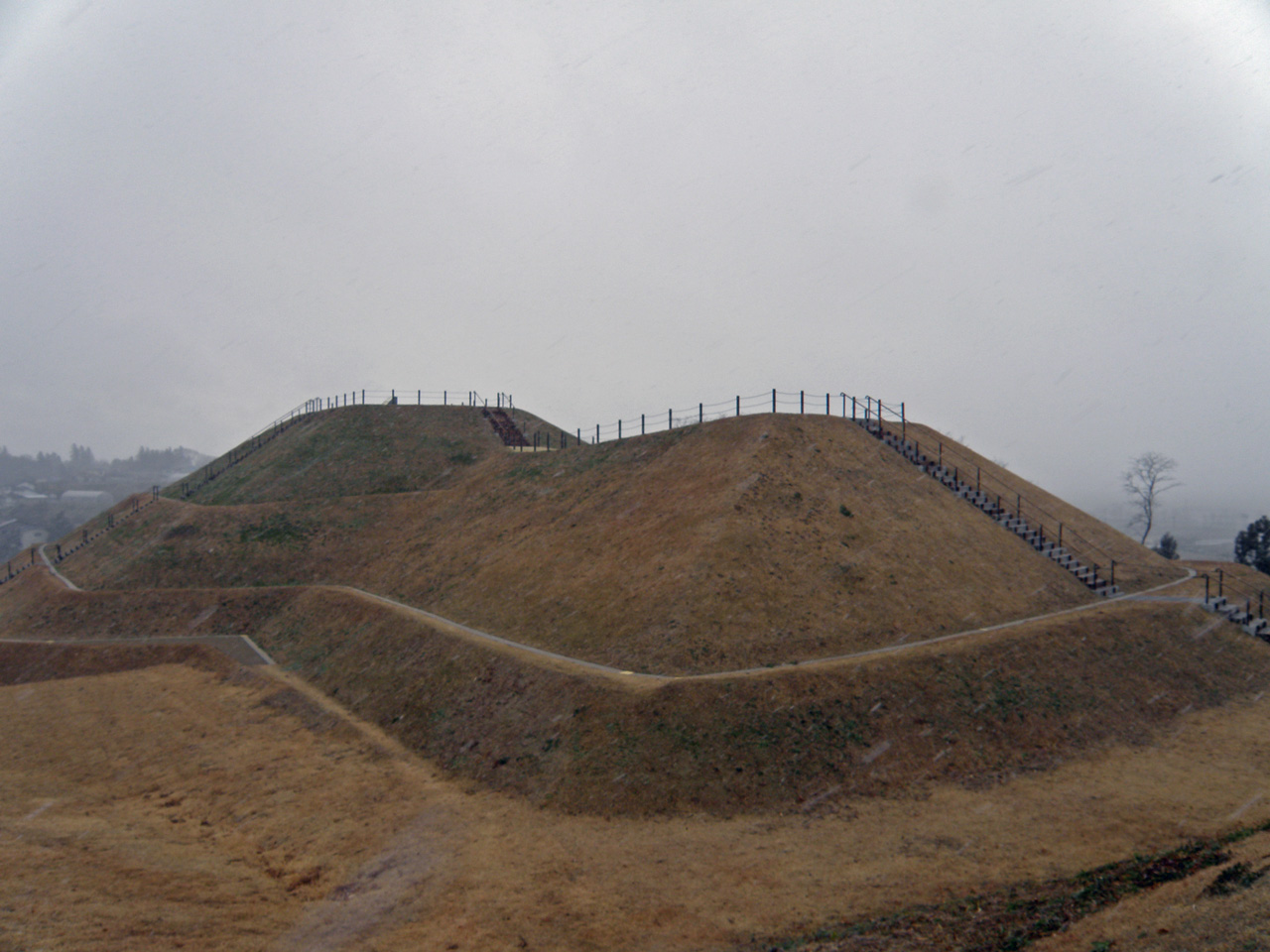
Le Ōyasuba Kofun dans la région du Tohoku

Pour les articles homonymes, voir Fukushima.
Fukushima (福島県, Fukushima-ken) est une préfecture du Japon située dans le Tōhoku. Fukushima signifie littéralement « île (島, shima) du bonheur/fortune (福, fuku) ». Sa capitale est la ville de Fukushima (福島市, fukushima-shi).

## Histoire
Après les réformes de Taika en 646, la région occupée par la préfecture de Fukushima devint la province de Mutsu.
En juin 2008 un important tremblement de terre fait s'effondrer un barrage et rend le territoire de la préfecture difficilement accessible
Le 11 mars 2011, lors du séisme de 2011 de la côte Pacifique du Tōhoku et du tsunami qui a suivi, la centrale nucléaire de Fukushima Daiichi, située dans la préfecture du même nom, a rencontré une série d'avaries. Il s'agit d'un accident inédit dans l'histoire du nucléaire,.
Cet accident a été classé au niveau 7 (le niveau le plus élevé) sur l'échelle internationale des événements nucléaires, soit au même niveau que la catastrophe de Tchernobyl. Trois des quatre bâtiments abritant les réacteurs de la centrale ont explosé à la suite de la panne des circuits de refroidissement.
Le 25 octobre 2013, un tremblement de terre de 7,3 sur l'échelle de Richter a eu lieu obligeant à évacuer les équipes de réparation de la centrale.

## Géographie
La préfecture est située dans la région du Tōhoku ; elle se répartit en trois morceaux : Hamadori (浜通り, sur la côte), Nakadori (中通り, au centre) et 
Aizu (会津, région montagneuse).
Elle est entourée par l'océan Pacifique, et les préfectures de Miyagi  et Yamagata (nord), Niigata (ouest), Ibaraki, Tochigi et Gunma (sud).

## Municipalités

### Villes
Liste des treize villes (市, shi) de la préfecture de Fukushima.
- Aizuwakamatsu
- Date
- Fukushima (capitale)
- Iwaki
- Kitakata
- Kōriyama
- Minamisōma
- Motomiya
- Nihonmatsu
- Shirakawa
- Sōma
- Sukagawa
- Tamura

### Districts
Liste des treize districts (郡, gun) de la préfecture de Fukushima et de leurs 31 bourgs (町, chō/machi) et 15 villages (en italique).
- District d'Adachi
  - Ōtama
- District de Date
  - Kawamata
  - Kōri
  - Kunimi
- District de Futaba
  - Futaba
  - Hirono
  - Katsurao
  - Kawauchi
  - Namie
  - Naraha
  - Ōkuma
  - Tomioka
- District de Higashishirakawa
  - Hanawa
  - Samegawa
  - Tanagura
  - Yamatsuri
- District d'Ishikawa
  - Asakawa
  - Furudono
  - Hirata
  - Ishikawa
  - Tamakawa
- District d'Iwase
  - Kagamiishi
  - Ten'ei
- District de Kawanuma
  - Aizubange
  - Yanaizu
  - Yugawa
- District de Minamiaizu
  - Hinoemata
  - Minamiaizu
  - Shimogō
  - Tadami
- District de Nishishirakawa
  - Izumizaki
  - Nakajima
  - Nishigō
  - Yabuki
- District d'Ōnuma
  - Aizumisato
  - Kaneyama
  - Mishima
  - Shōwa
- District de Sōma
  - Iitate
  - Shinchi
- District de Tamura
  - Miharu
  - Ono
- District de Yama
  - Bandai
  - Inawashiro
  - Kitashiobara
  - Nishiaizu

## Démographie
Population de la préfecture par tranche d'âge :
- 0 - 4 ans : 96 000
- 5 - 9 ans : 104 000
- 10 - 14 ans : 112 000
- 15 - 19 ans : 124 000
- 20 - 24 ans : 114 000
- 25 - 29 ans : 124 000
- 30 - 34 ans : 133 000
- 35 - 39 ans : 122 000
- 40 - 44 ans : 131 000
- 45 - 49 ans : 144 000
- 50 - 54 ans : 166 000
- 55 - 59 ans : 142 000
- 60 - 64 ans : 129 000
- 65 - 69 ans : 121 000
- 70 - 74 ans : 122 000
- 75 - 79 ans : 106 000
- 80 et plus : 118 000

## Culture et tourisme

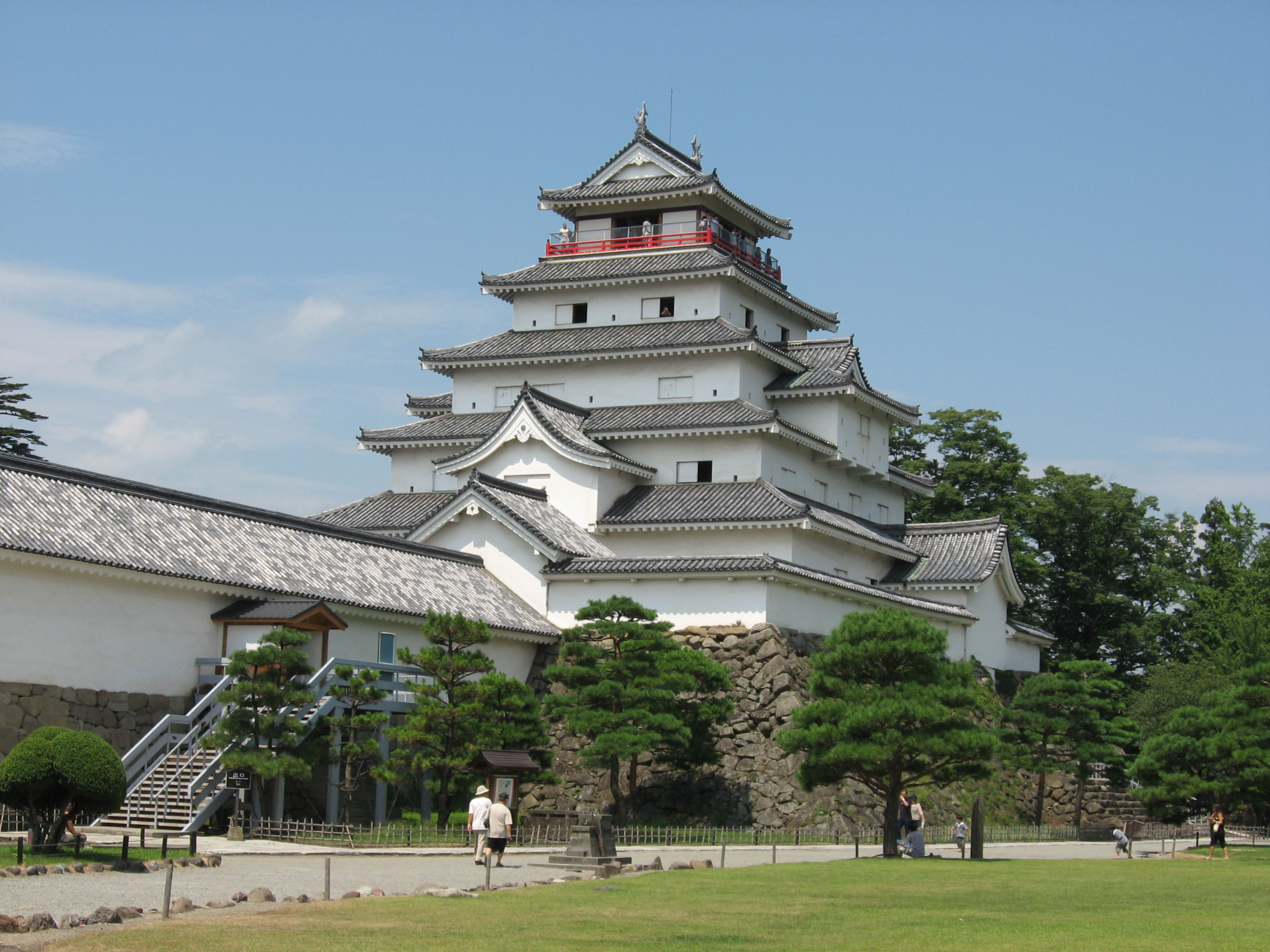
Château d'Aizuwakamatsu

La préfecture, notamment la région de Sōma, est réputée pour ses chevaux. Tous les ans, du 22 au 25 juillet, s'y déroule le Sōma nomaoi (相馬野馬追, littéralement « chasse aux chevaux sauvages de Sōma ») autour des sanctuaires Ōta (太田神社, Ōta jinja) et Odaka (小高神社, Odaka jinja) à Minamisōma, et du sanctuaire Nakamura (中村神社, Nakamura jinja) à Sōma. Il s'agit d'un spectacle équestre regroupant 500 cavaliers en tenue médiévale. À la suite de l'accident nucléaire de Fukushima, l'édition 2011 n'a pas eu lieu.
Depuis 2018, la préfecture de Fukushima avec les préfectures voisines de Tochigi et Ibaraki font la promotion de leurs trois préfectures, plutôt délaissées par les touristes étrangers, sous le nom de Diamond Route.
Dans la préfecture de Fukushima, certaines villes comme Aizuwakamatsu sont riches en monuments historiques.
La ville de Kitakata est l'une des trois "capitales" généralement reconnues pour les pâtes japonaises de type "ramen" (les deux autres étant Sapporo et Hakata).